# Han So-hee
Han So-hee (* 18. November 1994 in Ulsan als Lee So-hee (이소희)) ist eine südkoreanische Schauspielerin und ein Model. Bekanntheit erlangte sie durch ihre Rollen in Fernsehserien wie The World of the Married und Nevertheless.

## Leben
Han So-hee besuchte die Ulsan Girls High School und ging anschließend an die Ulsan High School of Arts. Ihr Schauspieldebüt gab sie 2016 im Musikvideo zum Lied Tell Me What To Do der Boygroup Shinee. Ihr Jahr darauf folgten erste Rollen in Fernsehserien. Bereits im selben Jahr gehörte sie zu den Hauptdarstellern der Serie Money Flower, in der sie die Rolle der Yoon Seo-won verkörperte.
2018 war Han So-hee als Kim So-hye in der Serie 100 Days My Prince zu sehen. 2020 gehörte sie als Yeo Da-kyung zu den Hauptdarstellern der Serie The World of the Married, die mit einer Einschaltquote von über 28 Prozent als erfolgreichstes koreanisches Drama im Kabelfernsehen gilt. Im Jahr darauf spielte Han So-hee die Hauptrolle als Yoo Na-bi in Nevertheless. Eine weitere Hauptrolle folgte ebenfalls 2021 in der Netflix-Actionserie My Name. Für ihre Leistung wurde sie für den britischen National Film Award in der Kategorie beste Schauspielerin in einer Fernsehserie nominiert.
Für ihre schauspielerischen Leistungen wurde Han So-hee mehrfach ausgezeichnet, darunter 2020 und 2021 mit dem Asia Artist Award als beste Newcomerin bzw. beste Darstellerin. In der seit 2009 jährlich von der Zeitschrift Forbes veröffentlichten Liste Korea Power Celebrity 40 der einflussreichsten koreanischen Prominenten belegte Han So-hee 2021 Rang 39.

## Filmografie (Auswahl)
- 2017: Reunited Worlds (Dashi Mannan Segye; Fernsehserie)
- 2017–2018: Money Flower (Donkkot; Fernsehserie, 24 Folgen)
- 2018: 100 Days My Prince (Baegirui Nanggunnim; Fernsehserie, 16 Folgen)
- 2019: Abyss (Eobiseu; Fernsehserie, 16 Folgen)
- 2020: The World of the Married (Bubuui Segye; Fernsehserie, 16 Folgen)
- 2021: Nevertheless (Algoitjiman; Fernsehserie, 10 Folgen)
- 2021: My Name (Mai Neim; Webserie, 8 Folgen)
- 2022: Soundtrack #1 (Saundeuteuraek #1; Webserie, 4 Folgen)
- 2023–2024: Gyeongseong Creature (Kyeongseong Keuricheo; Webserie, 10 Folgen)